# فينيسيوس ألبرتو نونيز
فينيسيوس ألبرتو نونيز هو لاعب كرة قدم برازيلي في مركز الدفاع، ولد في 7 يناير 1988 في Capivari ‏ في البرازيل. لعب مع نادي إيتوانو ونادي بالميراس.